# Medveđa
Medveđa (em cirílico: Медвеђа) é uma vila da Sérvia localizada no município de Medveđa, pertencente ao distrito de Jablanica, na região de Goljak. A sua população era de 2841 habitantes segundo o censo de 2011.

## Demografia
| 1948  | 1953  | 1961  | 1971  | 1981  | 1991  | 2002  | 2011  |
| ----- | ----- | ----- | ----- | ----- | ----- | ----- | ----- |
| 1 732 | 1 810 | 2 188 | 2 621 | 2 488 | 3 057 | 2 810 | 2 841 |